# Carlos Ferris Vila
Carlos Ferris Vila (Albal, L'Horta Sud, 1856 - Gandia, La Safor 1924) fou un jesuïta i apòstol social valencià.

## Trajectòria
Va néixer a Albal el 8 de desembre del 1856. Als 13 anys va ingressar al Seminari Diocesà de València on es va llicenciar en Teologia. Posteriorment va iniciar un procés de creació de diverses fundacions un cop va ésser ordenat sacerdot com per exemple dues arxicofraries, un Cercle Catòlic Obrer,un patronat d'Obrers Catòlics i les Germanes Terciaries Franciscanes. Havia estat exercint la seva professió i va posar en marxa aquestes fundacions a la parròquia San Esteban de València, passant pel càrrec de capellà-rector a la Casa de la Misericòrdia de la ciutat fins a ingressar a la Companyia de Jesús a Gandia. Des d'ençà va iniciar una intensa tasca social i pastoral juntament amb la seva vida espiritual i religiosa de la qual el van fer que es temés per la seva vida degut al poc descans que comportava ésser pastor,cosa que li va fer malbé la seva salut. Algunes d'aquestes accions varen ser la fundació del Col·legi de Sordmuts i un pensionat universitari el 1887. El 1893 va entrar com a jesuïta destinat al Col·legi del Sant Duc a Gandia fins a la seva mort. En aquesta època va continuar amb el compromís social protegint a les classes desfavorables com campesins dels deutes abusius i els pobres amb un «Ropero» (1898) i una caixa d'estalvis (1900).
No obstant, la seva gran obra va estar la creació del sanatori de leprosos Sant Francesc de Borja, de l'associació Fontilles. L'origen del projecte havia estat en que una nit de desembre del 1901. Carlos hi era hospedat a casa de l'advocat Joaquín Ballester Lloret a Tormos (Marina Alta) quan va sentir les lamentacions d'una casa pròxima abandonada de tots d'un malalt de lepra. Això li va fer encetar el compromís de recollir i atendre a tots aquests malalts, abundants a les costes valencianes per aquell moment. Després de diverses dificultats i lluites a causa de l'hostitat de certs polítics van ingressar els 8 primers interns a la Colònia Sanatori San Francesc de Borja.
Fontilles, nom el qual indica que era lloc de molta aigua, el seu sanatori és situat a la Vall de Laguar, entre els municipis d'Orba i Campell, va estar un dels millors sanatoris del món de la lepra, equipat amb pavellons, habitatges, dependències assistencials,farmàcia, església, tallers i sobretot amb frondosa vegetació forestal i nombroses fonts on el pare Ferris hi plantava arbres.
El 18 d'octubre del 1924 moria Carlos Ferris al centre jesuític de Gandia, situat al Palau ducal. El 1921 havia rebut l'honor de la Gran Creu de l'Ordre Civil de la Beneficència. Les restes mortals del pare Ferrís descansen a Fontilles, al costat dels de Joaquín Ballester Lloret i enmig dels seus estimats leprosos, com havia desitjat. El pare Carles Ferrís té dedicat un bust en una plaça d'Albal, així com el nom d'una de les principals carrers de València al barri del Calvari i avingudes del poble d'Albal i una casa natalícia que encara es conserva al carrer de Santa Anna, a més d'una plaça i una escultura dedicada a Fontilles.